# Janez Bernik
Janez Bernik, slovenski slikar, akademik, 6. september 1933, Gunclje pri Ljubljani,† 15. julij 2016, Prebold
Janez Bernik se je po končani šoli za umetno obrt leta 1951 vpisal na Akademijo za likovno umetnost v Ljubljani, kjer je leta 1955 tudi diplomiral iz slikarstva pri profesorju Maksimu Sedeju. Od 1955 do 1957 je pri profesorju Sedeju obiskoval še dvoletno slikarsko specialko in pa od 1956 do 1958 dvoletno specialko za grafiko pri profesorjih Božidarju Jakcu in Riku Debenjaku. Leta 1959 je prejel štipendijo francoske vlade za študijsko izpopolnjevanje v grafičnem ateljeju Johnyja Friedlaenderja v Parizu. Znanje si je nabiral tudi na študijskih potovanjih (Italija, Francija …). V letih 1958-69 je delal kot svobodni umetnik. Leta 1970 je začel poučevati risanje in slikanje na Akademiji za likovno umetnost v Ljubljani, od 1979 kot redni profesor. Bil je tudi predstojnik oddelka za slikarstvo (1976-81 in od 1985 do 1996, ko se je upokojil). Bil je član grupe 69 in je sodeloval na vseh njenih razstavah. Leta 1989 je postal dopisni oz. izredni član Slovenske akademije znanosti in umetnosti v Ljubljani, 1993 pa je bil izvoljen za rednega člana. Od 1992 je bil tudi zunanji dopisni član Accademiae Nazionale di san Luca v Rimu in od 1996 redni član Evropske akademije znanosti in umetnosti (Academia Scientiarum et Artium Europaea) v Salzburgu.
Janez Bernik je vsestranski umetnik in je dosegel odlične rezultate v slikarstvu, kiparstvu, kiparstvu,  grafiki, ilustraciji, tapiseriji, knjižni opremi in poeziji. Njegovi grafični listi so v mnogih znanih svetovnih galerijah in zbirkah. Imel je več kot 60 samostojnih razstav v Sloveniji in po svetu, med drugim v vseh glavnih galerijah nekdanje Jugoslavije, v Celovcu, Milanu, Rimu, Parizu, Berlinu, New Yorku … Večkrat je razstavljal tudi na Beneškem bienalu, sodeloval pa je tudi na mnogih skupinskih razstavah doma in v tujini. Izdal je štiri samostojne grafične mape, mdr. Katharsis ad infinitum z 19 sitotiski (MGC, Lj. 1997) in Samote (2002). Svoje pesmi je objavil v dveh zbirkah, prvo v monografiji Črte (1977), drugo z naslovom Triptih pa v katalogu Razstava 1985 ter v Novi reviji. Objavil je monumentalni Nočni dnevnik 1959-2009 (2010), enako obsežno risarsko knjigo najnovejših, izključno linearnih risb Hvala, mama (2011) in pesniške zbirke Črte: risbe in pesmi (1977) ter Nikogar ni k večerji (2008), v prenovljeni izdaji z naslovom Kako velik je dan (2010). Nočnemu dnevniku so sledili še cikli: Katharsis, Bližina samote, Ljubezen za nič ter serija Slovenska Guernica (2001), pričevanje in ekstatična vizija usode slovenstva. 
Posmtno je izšla monografija Janez Bernik: izbrana dela (2023).
Za svoje delo je prejel številne domače in mednarodne nagrade. Od domačih nagrad so pomembne predvsem nagrada Prešernovega sklada za slikarstvo in grafiko (1963), Jakopičeva nagrada za slikarstvo (1971) in Prešernova nagrada (1981), od mednarodnih pa je veliko častnih nagrad in pa zlatih medalj za slikarsvo oz. grafiko ter Herderjeva nagrada (Dunaj, 2001). Univerza v Ljubljani mu je podelila zlato plaketo (1996), po upokojitvi pa še naslov zaslužni profesor (1998). Dobil je tudi državno odlikovanje Zlati častni znak svobode RS (2003).
Njegova slikarska dela hranijo slovenske galerije v Ljubljani, Mariboru, Ajdovščini in Idriji ter pa galerije in muzeji po večini večjih evropskih mest (London, Dunaj, Praga, Zagreb, Varšava, Pariz, Rim, Amsterdam…). Veliko njegovih del hranijo tudi galerije v Severni in Južni Ameriki (San Francisco, Washington, New York, Buenos Aires, Rio de Janeiro) in celo na Japonskem (Tokio).
Bernik je bil mož grafičarke in slikarke Adriane Maraž in mlajši brat literarnega zgodovinarja in akademika Franceta Bernika.